# Ola Englund
Ola Englund, född 27 september 1981 på Lidingö, är en svensk musiker, låtskrivare, musikproducent och ljudtekniker. Han är grundare av death metal-bandet Feared, sologitarrist i The Haunted och tidigare gitarrist i bland annat Subcyde (1997–2008) och Six Feet Under (2012–2013).
Englund spelar på gitarrer av sitt eget märke Solar Guitars. 
Han har även skrivit och producerat musik som spelats in av diverse artister och grupper.

## Diskografi
- Facing Death (demo) (2005)
- Subcyde (2007)
- Mask of Sanity (2011)
- Feared (2007)
- Feared (EP) (2008)
- Rejects (2011)
- Refeared (2012)
- Furor Incarnatus (2013)
- Vinter (2013)
- Elemental Nightmares II (2014)
- Synder (2015)
- Reborn (2016)
- Svart (2017)
- Unborn (2013)
- Eye of the Storm (2014)
- Exit Wounds (2014)*Strength in Numbers (2017)
- Master of The Universe (2019)
- Starzinger (2021)

### Fotnoter
1. 1 2 3  ”Ola Englund”. metal-archives.com. http://www.metal-archives.com/artists/Ola_Englund/62205. Läst 25 mars 2016.
2. ↑  Sveriges befolkning 1990, CD-ROM, Version 1.00, Riksarkivet (2011)
3. ↑  ”Interview: We talked to Ola Englund about his Washburn Signature, his Randall Satan and his plans for 2015” (på engelska). ergnerds.com. 12 februari 2015. http://ergnerds.com/interview-talked-ola-englund-washburn-signature-randall-satan-plans-2015/. Läst 25 mars 2016.
4. ↑  ”"Englund, Ola" typ:fonogram”. Svensk mediedatabas. http://smdb.kb.se/catalog/search?q=%22Englund%2C+Ola%22+typ%3Afonogram&sort=OLDEST. Läst 13 juli 2015.